# ويليام هنري ألين
ويليام هنري ألين (بالإنجليزية: William Henry Allen)‏ هو ضابط أمريكي، ولد في 21 أكتوبر 1784 في بروفيدنس في الولايات المتحدة، وتوفي في 18 أغسطس 1813 في بليموث في المملكة المتحدة.